# ناریکو تانیگوچی
ناریکو تانیگوچی (انگلیسی: Noriko Taniguchi؛ زادهٔ ۷ سپتامبر ۱۹۹۲) بازیکن راگبی ۷ نفره زن اهل ژاپن است.
وی در مسابقات کشوری و بین‌المللی در مجموع برندهٔ ۱ مدال طلا، ۱ مدال نقره شده‌است.